# Campanula armena
Campanula armena är en klockväxtart som beskrevs av Christian von Steven. Campanula armena ingår i släktet blåklockor, och familjen klockväxter. Inga underarter finns listade i Catalogue of Life.